# Horst Budjuhn
Horst Budjuhn (* 30. Juli 1910 in Bromberg, Deutschland, heute Polen; † 24. Dezember 1985 in Locarno, Schweiz) war ein deutscher Schriftsteller und Drehbuchautor.

## Leben und Wirken
Der aus Westpreußen stammende Budjuhn kam 13-jährig nach Berlin und studierte ab 1928 drei Jahre lang Germanistik und Literaturgeschichte. 1931 wurde er Dramaturg an verschiedenen Berliner Theatern. 1933 wechselte Budjuhn in die Leitung des Renaissance-Theaters. 1935 verpflichtete ihn der Kiepenheuer-Bühnenvertrieb als seinen literarischen Leiter. Zeitgleich verfasste Budjuhn seine ersten Bücher – Romane, Schauspiele und Biografien. Neben Noahs Jeep, Ein Zwischenfall, Der vielgeliebte Herr Brotonneau und Eleonora verfasste Budjuhn nach dem Krieg die Dramatisierung von Reginald Roses Gerichtsdrama Die zwölf Geschworenen für die deutsche Bühne (und 1963 auch für ein deutsches Fernsehspiel).
1938 knüpfte Budjuhn seinen ersten Kontakt zum Film und beteiligte sich am Drehbuch zu dem Lustspiel Der Florentiner Hut mit Heinz Rühmann. Bei Kriegsausbruch 1939 emigrierte er in die Schweiz und setzte dort seine Arbeit beim Film fort. Mit Richard Schweizer bearbeitete er 1940 Gottfried Kellers Novelle Die mißbrauchten Liebesbriefe für den Film. Seine Drehbuchvorlage zu einer filmischen Umsetzung des antinazistischen Liedes Die Moorsoldaten wurde aus Rücksicht gegenüber Hitler-Deutschland nicht umgesetzt. Nach Kriegsende kehrte Horst Budjuhn regelmäßig für Drehbuchaufträge nach Deutschland zurück.
Seine Manuskripte für bundesrepublikanische Produktionen waren immer wieder Bearbeitungen literarischer Stoffe, darunter Vorlagen von Eugène Labiche, Theodor Fontane und Emlyn Williams. Seine Fassung von Effi Briest wurde 1955 als Rosen im Herbst verfilmt. Im Jahr seines Todes wurde sein Buch Fontane nannte sie „Effi Briest“. Das Leben der Elisabeth von Ardenne verlegt. Budjuhn hat auch für den Rundfunk gearbeitet.
Horst Budjuhns Lebensmittelpunkt war seit seiner Übersiedelung in die Schweiz 1939 überwiegend das Tessin (seit 1944 Locarno). Einen zweiten Wohnsitz besaß er zeitweilig in München.

## Filmografie
Kinofilme, wenn nicht anders angegeben
- 1939: Der Florentiner Hut
- 1939: Kriminalkommissar Studer (Wachtmeister Studer)
- 1940: Fräulein Huser
- 1940: Die missbrauchten Liebesbriefe
- 1941: Romeo und Julia auf dem Dorfe (ungenannt)
- 1942: Menschen, die vorüberziehen (Les gens qui passent)
- 1942: Gottesmühlen (Steibruch)
- 1943: Das Leben beginnt (Matura-Reise)
- 1952: Im weißen Rößl
- 1954: Meines Vaters Pferde I. Teil Lena und Nicoline
- 1954: Meines Vaters Pferde II. Teil Seine dritte Frau
- 1955: Rosen im Herbst
- 1958: Unruhige Nacht
- 1962: Das Leben beginnt um acht
- 1963: Die Legende vom heiligen Trinker (Fernsehspiel)
- 1968: Der vielgeliebte Herr Brotonneau (Fernsehspiel)
- 1981: Die Baronin (Fernsehspiel)
- 1981: Die Dramatisierung des Buches "Die zwölf Geschworenen"